# Vladimir Poulnikov
Vladimir Poulnikov est un coureur cycliste ukrainien, né le 6 juin 1965 à Kiev.

## Une carrière cycliste vouée aux courses à étapes
Coureur cycliste soviétique, puisque jusqu'en 1991 l'Ukraine était une des quinze républiques fédératives de l'URSS,  membre de l'équipe de l'URSS, il participe aux grandes compétitions "amateurs", telle la Course de la Paix, qu'il termine deux fois à la seconde place, tel le Tour de l'Avenir, où en 1988 il remporte la dernière étape, qui est un contre-la-montre. 
Il participe à plusieurs grandes compétitions par étapes en Italie, remportant la Semaine bergamasque. Après ces solides années de formation, jalonnées de nombreux succès d'étapes et d'une victoire au Tour de Sotchi en 1988, il devient professionnel en 1989 et le reste jusqu'en 1998. Il y remporte 5 victoires dans cette seconde partie de sa carrière, mais continue à accumuler une quantité de classements qui le situe parmi les plus réguliers de coureurs de courses à étapes, tant comme amateur que comme professionnel. 
En 1991, il est le quatorzième coureur à terminer les trois grands tours durant la même année,,.
En mai 1997, lors d'un contrôle avant la 11e étape du Tour d'Italie, son niveau d'hématocrite est supérieur à 50 % et il doit quitter la course,.

## Palmarès

### Chez les amateurs
- 1985 
  - 6e étape du GP Guillaume Tell
  - Puchar Ministra Obrony Narodowej
  - 3e du championnat d'Union soviétique de courses à étapes (Tour de l'URSS)
- 1986
  - 10e étape du Tour de Cuba
  - 5eb étape de la Semaine bergamasque (contre-la-montre)
  - 2e de la Course de la Paix
- 1987 
  -  Champion d'Union soviétique du contre-la-montre
  - Semaine bergamasque :
    - Classement général
    - 4e et 5e étapes

  - 5e étape du Tour de Slovaquie
  - 2e du championnat d'Union soviétique de la montagne
- 1988
  - Tour de Sotchi :
    - Classement général
    - Prologue et 2e étape

  - Trofeo Salvatore Morucci
  - 4e étape du Tour des Régions italiennes
  - 12e étape du Tour de la Communauté européenne (contre-la-montre)
  - 2e de la Course de la Paix
  - 2e du Tour d'Italie amateurs
  - 2e du Memorial Colonel Skopenko
  - 7e du Tour de la Communauté européenne

### Chez les professionnels
| - 1989 - Classement du meilleur jeune du Tour d'Italie - Cronostaffetta : - Classement général - 2e étape (contre-la-montre par équipes) - 5e étape de la Semaine cycliste lombarde - 2e de la Semaine cycliste lombarde - 1990 - Tour d'Italie : - Classement du meilleur jeune - 10e étape - 2e du Tour de Belgique - 3e du championnat d'Union soviétique sur route - 3e de la Cronostaffetta - 4e du Tour d'Italie - 1991 - 7e étape du Tour d'Italie - 1992 - Champion d'Ukraine sur route - Trittico Premondiale - 4e étape du Tour du Pays basque - Cronostaffetta : - Classement général - 1reb étape (contre-la-montre par équipes) - 5e étape du Clásico RCN - 3e du Tour du Latium | - 1993 - 7e du Tour d'Italie - 9e du Tour du Pays basque - 10e du Tour de France - 1994 - 21e étape du Tour d'Italie - Tour du Frioul - 2e du Tour de Suisse - 4e de la Classique de Saint-Sébastien - 10e du Tour de France - 1997 - 3e du Tour de Toscane |  |

### Résultats sur les grands tours

#### Tour de France
5 participations
- 1991 : 88e
- 1993 : 10e
- 1994 : 10e
- 1995 : 25e
- 1996 : abandon

#### Tour d'Italie
9 participations
- 1989 : 11e, vainqueur du  classement du meilleur jeune
- 1990 : 4e, vainqueur du  classement du meilleur jeune et de la 10e étape
- 1991 : 11e, vainqueur de la 7e étape.
- 1992 : abandon à la 19e étape
- 1993 : 7e
- 1994 : 11e, vainqueur de la 21e étape.
- 1995 : 14e
- 1996 : 16e
- 1997 : exclu (11e étape)

#### Tour d'Espagne
5 participations
- 1989 : 31e
- 1990 : abandon
- 1991 : 66e
- 1992 : 44e
- 1996 : abandon